# Khách sạn tội phạm
Khách sạn tội phạm (tiếng Anh: Hotel Artemis) là phim điện ảnh năm 2018, được viết kịch bản và đạo diễn bởi Drew Pearce. Phim có sự tham gia của một số diễn viên như: Jodie Foster, Sterling K. Brown, Sofia Boutella, Jeff Goldblum, Dave Bautista và Zachary Quinto.

## Diễn viên
- Jodie Foster trong vai Jean Thomas / The Nurse
- Sterling K. Brown trong vai Waikiki / Sherman
- Sofia Boutella trong vai Nice
- Jeff Goldblum trong vai Niagara / The Wolf King
- Brian Tyree Henry trong vai Honolulu
- Jenny Slate trong vai Morgan
- Zachary Quinto trong vai Crosby Franklin
- Charlie Day trong vai Acapulco
- Dave Bautista trong vai Everest
- Kenneth Choi trong vai Buke
- Josh Tillman trong vai P-22
- Evan Jones trong vai Trojan Nash
- Nathan Davis Jr. trong vai Rocco